# 怖駭経
『怖駭経』（ふがいきょう、巴: Bhayabherava-sutta, バヤベーラヴァ・スッタ）とは、パーリ仏典経蔵中部に収録されている第4経。『恐怖経』（きょうふきょう）とも言われる。

## 構成

### 登場人物
- 釈迦
- ジャーヌッソーニ - バラモンの一人

### 場面設定
ある時、釈迦はコーサラ国サーヴァッティ（舎衛城）のアナータピンディカ園（祇園精舎）に滞在していた。
そこにバラモンであるジャーヌッソーニが訪れ、釈迦に森林行の恐怖について尋ねた。
釈迦はまず三業（身口意）、三毒（貪瞋痴）、定慧などについて、続いて四禅、三明、三解脱について述べ、最後にブッダは利他行のために此岸・輪廻の境涯に留まっていると述べる。
ジャーヌッソーニは、法悦し、三宝への帰依を誓う。

## 日本語訳
- 『南伝大蔵経・経蔵・中部経典1』（第9巻） 大蔵出版
- 『パーリ仏典 中部（マッジマニカーヤ）根本五十経篇I』 片山一良訳 大蔵出版
- 『原始仏典 中部経典1』（第4巻） 中村元監修 春秋社